# 규람
규람(嬀覽, ? ~ 204년)은 중국 후한 말의 관료이다.

## 행적
196년 곡아 전투에서 손책이 강동을 평정하기 전에 대운과 함께 오군태수 성헌에 의해 효렴으로 천거되었다.
그러나 성헌이 손권에게 죽임을 당하자 산 속으로 달아나 숨어 지냈다. 이후 203년 손권의 동생이자 단양태수 손익이 예로써 맞이하여 단양대도독에 임명되자 규람은 마음속으로 복종치 않고 있었기에 손익의 측근인 변홍을 끌어들여 그로 하여금 손익을 암살했고 얼마 가지 않아 변홍에게 죄를 뒤집어씌워 죽였다.
손하가 단양으로 달려와 자신들이 손익을 지켜내지 못한 것을 꾸짖자 손하마저 죽였다. 규람은 손권의 보복이 뒤따를 것을 대비하여 조조의 부하인 양주자사 유복을 끌어들이고, 손익의 아내 서씨를 강제로 취하려고 하였다.
그러나 서씨는 남몰래 남편의 죽음을 복수할 기회를 노리고 있었기에, 손고와 부영(傅嬰)을 숨겨둔 채 규람을 불러들였다. 전혀 대비하지 않은 채 서씨를 찾아온 규람은 손고와 부영에게 죽임을 당하였다.